# نایجل اسپکمن
 نایجل اسپکمن  (به انگلیسی: Nigel Spackman) (زاده ۲ دسامبر ۱۹۶۰ - رامسی) بازیکن فوتبال اهل انگلستان است. وی سابقه عضویت در باشگاه چلسی، لیورپول و رنجرز را دارد.